# Rubajda
Rubajda – wieś w Syrii, w muhafazie Dajr az-Zaur. W 2004 roku liczyła 578 mieszkańców.